# 三重顶和三重底
三重顶和三重底是股票、商品、货币和其他资产技术分析中使用的反转图表模式。

## 三重顶
形态

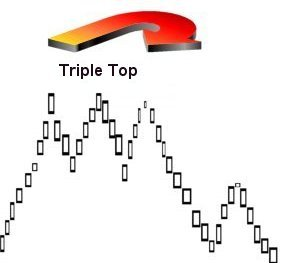
三重顶确认

三重顶形态的形成在上升趋势中比双重顶更为罕见。通常在第二次上涨期间交易量较低，并且在形成第三个顶部时交易量更少。峰值可能不一定像构成双重顶的那样均匀分布。介入的低谷可能不会在完全相同的水平上触底，即第一个或第二个低谷可能更低。当第三个顶部的价格下跌超过三个峰值之间最低低谷的底部时，确认了三重顶形态。
卖出策略

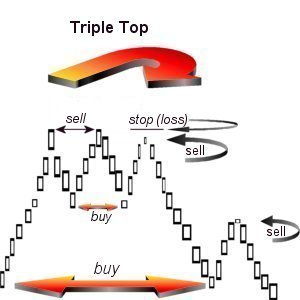
机会

有几种不同的交易策略可以利用这种形态。当然，第一个和第二个顶点是放置卖单的完美时机。在确认了双重顶之后，如果价格再次上涨且交易量较低，这是一个卖出的好时机。可以选择空头卖出，止损点设置在双顶的最高峰之上。下一个卖出的好时机是在三重顶形成后，第四个顶点正在较低水平形成时。
注释 观察表明，很少见到四个顶点或底部处于相同水平。如果价格继续上涨到前三个顶点的水平，那么它们很可能会进一步上涨。如果它们第四次回到相同水平，通常会下跌。
人们还指出，三重顶与加密货币交易中的巴特相似。 

## 三重底

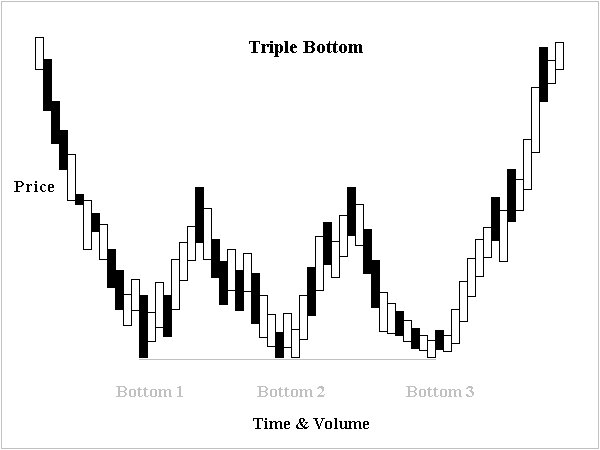
三重底

在三重底形态的形成中，大部分适用于三重顶的规则可以反转。就交易量而言，第三个低点应该在低交易量下形成，并且从该低点开始的上涨应该显示出明显增加的交易活动。
三重底的形成发生在吸筹期间。